# 加尼夫卡
50°31′40″N 24°28′52″E / 50.52778°N 24.48111°E
加尼夫卡（烏克蘭語：Ганівка），是烏克蘭西部的村莊，隸屬利維夫州的舍普季茨基區。該村面積0.44平方公里，海拔高度247米，2001年人口47，人口密度每平方公里106.82人。